# Derivada respecte del temps
Una derivada respecte del temps (o derivada temporal) és la derivada d'una funció que depèn del temps respecte a la variable temporal, normalment interpretada com la taxa de variació del valor de la funció. Aquesta variable que denota el temps és normalment escrita {\displaystyle t\,}.

## Notació
Existeix una varietat de notacions que s'utilitzen per denotar la derivada respecte al temps. Més enllà de la notació normal (de Leibniz),
{\displaystyle {\frac {dx}{dt}}}
Una abreviatura molt comuna, en especial en la física, és el 'punt superior'. Per exemple:
{\displaystyle {\dot {x}}}
(Això s'anomena notació de Newton)
També existeixen les derivades temporals d'ordre superior: la derivada segona respecte al temps s'escriu com
No s'ha pogut entendre (MathML amb SVG o PNG alternatiu (recomanat per a navegadors moderns i eines d'accessibilitat): Resposta invàlida («Math extension cannot connect to Restbase.») del servidor «http://localhost:6011/ca.wikipedia.org/v1/»:): {\displaystyle \frac {d^2x} {dt^2}}

amb l'abreviatura corresponent de {\displaystyle {\ddot {x}}}.
En general, la derivada temporal d'un vector, sigui:
{\displaystyle {\vec {V}}=\left[v_{1},\ v_{2},\ v_{3},\cdots \right]\,}
es defineix com el vector els components del qual són derivades temporals dels components del vector original V. És a dir:
{\displaystyle {\frac {d{\vec {V}}}{dt}}=\left[{\frac {dv_{1}}{dt}},{\frac {dv_{2}}{dt}},{\frac {dv_{3}}{dt}},\cdots \right]}

## Aplicacions en la física
Les derivades respecte al temps són concepte clau en la física. Per exemple, per un punt en moviment {\displaystyle x\,}, la derivada de la seva posició respecte al temps {\displaystyle {\dot {x}}} és la seva velocitat, i la seva segona derivada respecte al temps, {\displaystyle {\ddot {x}}}, és la seva acceleració. Fins i tot s'arriben a usar derivades d'ordre superior: la tercera derivada de la posició respecte al temps es coneix com a sobreaccleració.
Un gran nombre d'equacions fonamentals de la física impliquen primeres i segones derivades de variables respecte del temps. Moltes altres variables fonamentals en la ciència són derivades temporals d'una altra:
- La força és la derivada de temps del moment
- La potència és la derivada temporal de l'energia
- El corrent elèctric és la derivada respecte al temps de la càrrega elèctrica

Una ocurrència comuna en la física és la derivada temporal d'un vector, com la velocitat o el desplaçament. A l'hora de treballar amb aquest tipus de derivada, tant la magnitud com l'orientació poden dependre del temps.

### Exemple: moviment circular

Relació entre les coordenades cartesianes (x,y) i les coordenades polars (r,θ).

Per exemple, consideri's una partícula que es mou per un camí circular. La seva posició ve donada perl vector desplaçament {\displaystyle r=x{\hat {i}}+y{\hat {j}}}, relacionat amb l'angle, θ, i la distància radial respecte l'origen de coordenades, r, definits en la figura:
{\displaystyle {\begin{aligned}x&=r\cos \theta \\y&=r\sin \theta \end{aligned}}}
Posi's com a exemple que la dependència temporal s'introdueix ajustant que θ = t. El desplaçament (posició) a un temps t qualsevol és doncs:
{\displaystyle \mathbf {r} (t)=r\cos(t){\hat {i}}+r\sin(t){\hat {j}}}
Aquesta forma mostra el moviment descrit per r(t) és en un cercle de radi r ja que la magnitud d'r(t) ve donada per
{\displaystyle |\mathbf {r} (t)|={\sqrt {\mathbf {r} (t)\cdot \mathbf {r} (t)}}={\sqrt {x(t)^{2}+y(t)^{2}}}=r\,{\sqrt {\cos ^{2}(t)+\sin ^{2}(t)}}=r}
utilitzant la identitat trigonomètrica sin²(t) + cos²(t) = 1 
Amb aquesta forma del desplaçament, es troba la velocitat. La derivada respecte al temps del vector desplaçament és el vector velocitat. En general, la derivada d'un vector és un vector en què cada component és la derivada del component corresponent del vector original. Llavors, en aquest cas, el vector velocitat és:
{\displaystyle {\begin{aligned}\mathbf {v} (t)={\frac {d\,\mathbf {r} (t)}{dt}}&=r\left[{\frac {d\,\cos(t)}{dt}},{\frac {d\,\sin(t)}{dt}}\right]\\&=r\ [-\sin(t),\ \cos(t)]\\&=[-y(t),x(t)].\end{aligned}}}
Llavors la velocitat de la partícula no és zero encara que la magnitud de la posició (és a dir, el radi del camí) sigui constant. La velocitat va dirigida perpendicularment al desplaçament, com es pot establir usant el producte escalar:
{\displaystyle \mathbf {v} \cdot \mathbf {r} =[-y,x]\cdot [x,y]=-yx+xy=0\,.}
L'acceleració és doncs la derivada temporal de la velocitat:
{\displaystyle \mathbf {a} (t)={\frac {d\,\mathbf {v} (t)}{dt}}=[-x(t),-y(t)]=-\mathbf {r} (t)\,.}
L'acceleració es dirigeix cap a dins, cap a l'eix de rotació. Apunta el contrari de la posició i perpendicular al vector velocitat. L'acceleració que apunta cap a dins del cercle rep el nom d'acceleració centrípeta.